# Лебедевка (Хмельницкая область)
Лебедевка (укр. Лебедівка) — село в Ярмолинецком районе Хмельницкой области Украины.
Население по переписи 2001 года составляло 85 человек. Почтовый индекс — 32124. Телефонный код — 3853. Занимает площадь 0,514 км². Код КОАТУУ — 6825882402.

## Местный совет
32142, Хмельницкая обл., Ярмолинецкий р-н, с. Вербка-Мурованая